# 蓝针花科
蓝针花科又名留粉花科，只有一属（蓝针花属、留粉花属）唯一一种—蓝针花（留粉花），是澳大利亚的特有种，多年生草本植物，生长在澳大利亚的森林开阔地和沙地平原上，叶长约为10厘米，从根部长出，花茎约为50厘米高，顶端生长蓝色的花。
1981年的克朗奎斯特分类法将本科列入桔梗目，1998年根据基因亲缘关系分类的APG 分类法和2003年经过修订的APG II 分类法不承认这个科，将本属合并到草海桐科中，属于菊目。